# Česká národní fotbalová liga 1980/1981
V soubojích 12. ročníku České národní fotbalové ligy 1980/81 se utkalo 16 týmů po dvou skupinách dvoukolovým systémem podzim - jaro.

## Skupina A
Zdroj: 
| Poř. | Tým                                 | Z  | V  | R  | P  | VG | OG | B  |
| ---- | ----------------------------------- | -- | -- | -- | -- | -- | -- | -- |
| 1.   | TJ Sklo Union Teplice               | 30 | 20 | 6  | 4  | 53 | 16 | 46 |
| 2.   | TJ LIAZ Jablonec nad Nisou          | 30 | 18 | 5  | 7  | 43 | 21 | 41 |
| 3.   | TJ Škoda Plzeň                      | 30 | 12 | 10 | 8  | 51 | 33 | 34 |
| 4.   | TJ DP Xaverov                       | 30 | 13 | 8  | 9  | 52 | 45 | 34 |
| 5.   | TJ Dynamo České Budějovice          | 30 | 14 | 5  | 11 | 40 | 38 | 33 |
| 6.   | TJ Auto Škoda Mladá Boleslav        | 30 | 14 | 5  | 11 | 40 | 38 | 33 |
| 7.   | TJ Vagonka Česká Lípa               | 30 | 11 | 10 | 9  | 35 | 41 | 32 |
| 8.   | TJ Slovan Elitex Liberec            | 30 | 14 | 4  | 12 | 35 | 32 | 32 |
| 9.   | TJ Spartak Armaturka Ústí nad Labem | 30 | 10 | 10 | 10 | 33 | 31 | 30 |
| 10.  | TJ Baník UD Příbram                 | 30 | 11 | 8  | 11 | 32 | 36 | 30 |
| 11.  | TJ Poldi SONP Kladno                | 30 | 10 | 8  | 12 | 40 | 37 | 28 |
| 12.  | TJ VTŽ Chomutov                     | 30 | 11 | 5  | 14 | 40 | 42 | 27 |
| 13.  | TJ Kovostroj Děčín                  | 30 | 7  | 8  | 15 | 35 | 52 | 22 |
| 14.  | TJ ČKZ Rakovník                     | 30 | 6  | 9  | 15 | 31 | 50 | 21 |
| 15.  | VTJ Tachov                          | 30 | 7  | 6  | 17 | 35 | 55 | 20 |
| 16.  | TJ KŽ Králův Dvůr                   | 30 | 5  | 7  | 18 | 31 | 77 | 17 |

Poznámky:
- Z = Odehrané zápasy; V = Vítězství; R = Remízy; P = Prohry; VG = Vstřelené góly; OG = Obdržené góly; B = Body

|  | Postup do baráže o 1. československou fotbalovou ligu 1981/82 |
|  | Sestup do II. ČNFL 1981/82 – sk. A                            |

## Skupina B
Zdroje: 
| Poř. | Tým                     | Z  | V  | R | P  | VG | OG | B  |
| ---- | ----------------------- | -- | -- | - | -- | -- | -- | -- |
| 1.   | TJ Vítkovice            | 30 | 21 | 6 | 3  | 60 | 23 | 48 |
| 2.   | TJ TŽ Třinec            | 30 | 18 | 5 | 7  | 48 | 20 | 41 |
| 3.   | TJ VOKD Poruba          | 30 | 16 | 7 | 7  | 43 | 25 | 39 |
| 4.   | TJ Sigma ZTS Olomouc    | 30 | 17 | 4 | 9  | 52 | 32 | 38 |
| 5.   | TJ Železárny Prostějov  | 30 | 15 | 8 | 7  | 46 | 31 | 38 |
| 6.   | TJ VP Frýdek-Místek     | 30 | 14 | 7 | 9  | 40 | 26 | 35 |
| 7.   | VTJ Tábor               | 30 | 13 | 8 | 9  | 35 | 29 | 34 |
| 8.   | TJ ŽD Bohumín           | 30 | 14 | 5 | 11 | 43 | 28 | 33 |
| 9.   | TJ Ostroj Opava         | 30 | 13 | 7 | 10 | 42 | 36 | 33 |
| 10.  | TJ Slezan Frýdek-Místek | 30 | 9  | 8 | 13 | 36 | 43 | 26 |
| 11.  | TJ VCHZ Pardubice       | 30 | 8  | 9 | 13 | 32 | 36 | 25 |
| 12.  | TJ Spolana Neratovice   | 30 | 8  | 7 | 15 | 32 | 53 | 23 |
| 13.  | TJ ČSAD Benešov         | 30 | 10 | 2 | 18 | 31 | 48 | 22 |
| 14.  | TJ KS Brno              | 30 | 6  | 4 | 20 | 28 | 52 | 16 |
| 15.  | TJ Gottwaldov           | 30 | 6  | 4 | 20 | 28 | 61 | 16 |
| 16.  | TJ Náchod               | 30 | 4  | 5 | 21 | 27 | 80 | 13 |

Poznámky:
- Z = Odehrané zápasy; V = Vítězství; R = Remízy; P = Prohry; VG = Vstřelené góly; OG = Obdržené góly; B = Body

|  | Postup do baráže o 1. československou fotbalovou ligu 1981/82 |
|  | Sestup do II. ČNFL 1981/82 – sk. B                            |

## Soupisky mužstev

### TJ Vítkovice
Miroslav Havlíček (-/0/-),
Tibor Matula (-/0/-),
Jaroslav Zápalka (-/0/-) –
Jiří Běleš (-/0),
Rostislav Čevela (-/0),
Karel Dostál (-/3),
Jiří Klička (-/9),
Petr Kokeš (-/8),
Jindřich Kušnír (-/0),
Milan Lišaník (-/4),
Jozef Marchevský (-/1),
Ján Moravčík (-/2),
Josef Mydlo (-/3),
Josef Rybář (-/3),
Rostislav Sionko (-/3),
Miloslav Smetana (-/3),
Jiří Struhala (-/2),
Zdeněk Svatonský (-/12),
Zdeněk Válek (-/4),
Zdeněk Vokáč (-/2),
Zdeněk Vyhlídal (-/0) + 1 vlastní gól Kachlíka z KPS Brno –
trenér Jiří Dunaj

### TJ Ostroj Opava
Josef Kružberský (-/0/-),
Igor Libo (-/0/-) –
Jan Bobčík (-/5),
Milan Břenek (-/3),
Jiří Knopp (-/6),
Zdeněk Knopp (-/0),
Pavel Kolář (-/0),
Miroslav Kořistka (-/0),
Petr Ondrášek (-/2),
Bohumil Otoupalík (-/6),
Jindřich Pardy (-/10),
Václav Poledník (-/5),
Jiří Pospěch (-/1),
Jaromír Sajdok (-/1),
Petr Skoumal (-/0),
Jiří Stanovský (-/1),
Oldřich Šafránek (-/1) –
trenér Milan Pouba, asistent Vilém Hrbáč

## Baráž o postup do I. ligy

### 1. zápas
TJ Vítkovice – TJ Sklo Union Teplice 1:0 (1:0)

Branka: 44. Kokeš.

ŽK: Marchevský, Čevela – Šidák, Calta.

Rozhodčí: Hora – Duba, Hošek.

Diváci: 15 000

Poznámka: Hráno ve středu 24. června 1981 za deště na kluzkém terénu v Ostravě-Vítkovicích.

Vítkovice: Zápalka – K. Dostál, Lišaník, Moravčík, Čevela – Struhala (22. R. Sionko), Svatonský, Rybář – Marchevský, M. Smetana, Kokeš. Trenér: Jiří Dunaj.

Teplice: Počta – Latislav, Weigend, Franke, Šidák – Šourek, Calta (89. Pichner), J. Melichar – Černý (80. Senický), Tichý, Novák. Trenér: Vladimír Mirka.

### 2. zápas
TJ Sklo Union Teplice – TJ Vítkovice 0:0

Rozhodčí: Veverka – Stiegler, Vladyka.

ŽK: Weigend – nikdo.

Diváci: 20 000 (vyprodáno)

Poznámka: Hráno v neděli 28. června 1981 za úmorného vedra v Teplicích.

Teplice: Počta – Latislav, Weigend, Franke, Šidák – Šourek (37. Senický), Calta, J. Melichar – Černý, Tichý, Novák. Trenér: Vladimír Mirka.

Vítkovice: Zápalka – K. Dostál, Svatonský, Lišaník, Čevela – M. Smetana, Moravčík, R. Sionko, Rybář – Kokeš (77. Klička), Vokáč (14. Marchevský). Trenér: Jiří Dunaj.

### Výsledek baráže
Do I. ligy postoupil tým TJ Vítkovice.